# Олтіна (Констанца)
Олтіна (рум. Oltina) — село у повіті Констанца в Румунії. Адміністративний центр комуни Олтіна.
Село розташоване на відстані 128 км на схід від Бухареста, 77 км на захід від Констанци, 142 км на південь від Галаца.

## Населення
За даними перепису населення 2002 року у селі проживали 2098 осіб, усі — румуни. Усі жителі села рідною мовою назвали румунську.